# Staro Petrovo Polje
Staro Petrovo Polje (1921-ig Petrovo Polje) falu Horvátországban Verőce-Drávamente megyében. Közigazgatásilag Crnachoz tartozik.

## Fekvése
Verőcétől légvonalban 50, közúton 61 km-re délkeletre, községközpontjától légvonalban 6, közúton 8 km-re délkeletre, Szlavónia középső részén, a Drávamenti-síkságon, Staro Petrovo Polje és Mali Rastovac között fekszik.

## Története
Területén feltételezhetően már az őskorban is emberi élet volt. Ezt erősíti a közeli Mali és Veliki Rastovac közötti mezőn előkerült két kőkorszaki kőszekerce. Mezőgazdasági repülés közben Dinko Stipešević agrármérnök és amatőr régész egy Staro és Novo Petrovo Selo közötti magasabb fekvésű helyen sötétebb talajelszíneződéseket vett észre. Ezek a talajszín elváltozások a tapasztalat szerint potenciális régészeti lelőhelyekre utalnak.
A település a 19. század második felében keletkezett Donje Predrijevo keleti határrészén. 1921-ig Petrovo Polje volt a neve, de az 1920-as években keleti határában Novo Petrovo Polje néven új település jött létre. Ettől kezdve Staro Petrovo Polje a neve. 1880-ban 169, 1910-ben 319 lakosa volt. 1910-ben a népszámlálás adatai szerint lakosságának 51%-a magyar, 19%-a horvát, 16%-a német, 13%-a szlovák anyanyelvű volt. Verőce vármegye Nekcsei járásának része volt. Az első világháború után 1918-ban az új szerb-horvát-szlovén állam, majd később (1929-ben) Jugoszlávia része lett. 1991-ben lakosságának 90%-a horvát nemzetiségű volt. 1993-ban a független horvát állam keretei között újra megalakult önálló Crnac község része lett. 2011-ben 182 lakosa volt.

## Lakossága
| Lakosság változása | Lakosság változása | Lakosság változása | Lakosság változása | Lakosság változása | Lakosság változása | Lakosság változása | Lakosság változása | Lakosság változása | Lakosság változása | Lakosság változása | Lakosság változása | Lakosság változása | Lakosság változása | Lakosság változása | Lakosság változása |
| ------------------ | ------------------ | ------------------ | ------------------ | ------------------ | ------------------ | ------------------ | ------------------ | ------------------ | ------------------ | ------------------ | ------------------ | ------------------ | ------------------ | ------------------ | ------------------ |
| 1857               | 1869               | 1880               | 1890               | 1900               | 1910               | 1921               | 1931               | 1948               | 1953               | 1961               | 1971               | 1981               | 1991               | 2001               | 2011               |
| 0                  | 0                  | 169                | 205                | 230                | 319                | 334                | 347                | 387                | 405                | 378                | 342                | 246                | 225                | 185                | 182                |

(1880-tól településrészként, 1910-től önálló településként.)